# عمر سعود العمر
عمر سعود عبدالعزيز العمر، (1966-) سياسي كويتي، يشغل منصب وزير الدولة لشؤون الإتصالات منذ 12مايو 2024.، وقد شغل قبل ذلك منصب وزير التجارة والصناعة منذ 12مايو 2024 حتى أغسطس 2024.

## عن حياته
ولد عمر سعود عبد العزيز العمر في الكويت، وهو الرئيس السابق لمجلس إدارة الهيئة العامة للاتصالات وتقنية المعلومات الكويتية، وهو حاصل على حاصل على بكالوريوس علوم الحاسوب من جامعة كاليفورنيا - ساكرامنتو بالولايات المتحدة الأمريكية عام 1994.
وقد شغل سابقا عدد من المناصب الإدارية في الأمانة العامة لمجلس الوزراء، وفي الهيئة العامة للاستثمار كمدقق داخلي ويغطي الشركات التابعة لهيئة الاستثمار والصناديق في الأسواق المحلية والدولية ، كما شغل منصب الرئيس التنفيذي لشركة زين الكويت من 2013 - 2015، إلى أن اصبح رئيس مجلس إدارة الهيئة العامة للاتصالات وتقنية المعلومات منذ أغسطس 2022 حتى 12 مايو 2024.